# یواس‌اس ان-۶ (اس‌اس-۵۸)
یواس‌اس ان-۶ (اس‌اس-۵۸) (به انگلیسی: USS N-6 (SS-58)) یک زیردریایی بود که طول آن ۱۵۵ فوت (۴۷ متر) بود. این زیردریایی در سال ۱۹۱۷ ساخته شد.